# 質子公司
質子股份有限公司（英語：Proton AG）是一家瑞士科技公司，提供注重隐私的線上服务和软件。其大部分股权由非营利组织Proton基金会持有。 

## 產品
2022年5月，Proton更新了所有产品的视觉效果、使用者介面和標誌，以确保设计的一致性，并推出了一项名为Proton Unlimited的新订阅方案，该方案包含所有Proton服务，每月收费9.99美元，也有单独的单一产品方案。 

### Proton Mail
经过一年的众筹，一群在歐洲核子研究組織相识的科学家於2014年5月16日發布了Proton Mail公开测试版 ，其為一個端到端加密电子邮件服务。   Proton Mail 2.0於2015年8月14日發布，带有开源前端客户端和重写的代码库。 
2024年7月18日，Proton为Proton Mail推出了一款私人AI写作助手。Scribe可以帮助撰写、校对、缩短或规范电子邮件。用户可以在自己的设备上本地运行该AI助手，也可以通过Proton的服务器运行。
自2024年起，Proton Scribe僅適用於 Proton Visionary、Family、Duo和Lifetime訂閱方案。Proton企業用戶可以將Proton Scribe作為付費附加元件添加到其現有的企業訂閱中。  

### Proton VPN
经过一年多的众筹，Proton Mail於2017年5月22日布了Proton VPN，一家安全的VPN服务提供商。 
其实行无日志政策，位於瑞士，且具有DNS和WebRTC IP地址洩漏防护功能。使用者可透過Tor 、明網及其行動應用程式線上存取。
2020年1月21日，Proton宣布Proton VPN将开源，以允许独立安全专家对其进行分析，成为第一个这样做的VPN服务，同时宣布已进行独立安全审计。  
2020年5月1日，Proton VPN報告稱，其在50個不同的國家擁有總共809台伺服器，全部由其擁有和營運。  
截至2025年2月19日，該公司在117個國家共有11,496台伺服器，所有新建和現有的伺服器均由Proton營運和擁有。 

### Proton日曆
Proton日曆是一款完全加密的日曆應用程式。 

### Proton Drive
Proton Drive是一款具有端到端加密功能的云存储，自2020年起進行Beta測試，並於2022年9月正式上線。 

### Lumo
2025年7月，Proton推出了採用零存取加密技術的人工智慧聊天機器人Lumo。使用Lumo時，聊天記錄不會儲存在Proton的伺服器上，也不會用於訓練人工智慧模型。  Lumo能夠使用「隱私友善」搜尋引擎在網路上搜尋答案，並分析上傳的檔案。該聊天機器人還可以存取Proton Drive中的文件。  Lumo由德國和挪威的資料中心營運。

### SimpleLogin

SimpleLogin標誌

SimpleLogin是一個开源电子邮件别名服务，允许用户使用电子邮件别名来保护他们的在线隐私，并保护他们的主收件箱免受垃圾郵件和网络钓鱼攻击。
SimpleLogin也在各种平台（包括網路、行動應用程式和浏览器擴充功能）上提供额外的安全功能，例如PGP加密和双因素身份验证。
在 2022 年初被Proton收购後，SimpleLogin功能被巧妙地集成到Proton Mail、Proton Pass以及整个生态系统中，讓Proton社群能够使用SimpleLogin隐藏他们的电子邮件地址。

### Proton Pass
Proton Pass於2023年4月20日發佈公開測試版，  Proton Pass是一款雲端密码管理器，具有端到端加密功能。
自2023年6月28日起，所有Proton使用者均可使用它。 
其允许用户通过SimpleLogin生成电子邮件别名，不過是使用自己的域名而不是SimpleLogin域名。

### Standard Notes/Proton Docs
Standard Notes是一款端到端加密筆記應用程式，於2024年4月10日被Proton收購。 
Standard Notes的創立團隊與Proton合作發布了一款名為Proton Docs的文件處理服務。

### Proton錢包
Proton钱包是一款开源加密货币钱包，具有端到端加密功能，可确保其他任何人都无法存取钱包密钥。 

### Proton Authenticator
Proton Authenticator是一款基於开源軟體的身份验证器。当登入支援多因素身份验证的网站或應用程式时，使用者将输入一个六位数的一次性密碼，该密码每三十秒更改一次。Proton Authenticator会显示目前的六位数密码、下一个六位数密码以及当前密码过期前的剩餘秒数。
Proton Authenticator可在iOS、Android、macOS、Windows和Linux上使用。 

## 位置和安全
Proton Mail和Proton VPN均位於瑞士，适用瑞士隐私法。 
如果执法部门的请求符合瑞士法律Proton AG会协助识别Proton使用者，例如2021年法国当局通缉的一名气候活动人士。
Proton AG於2023年表示，已遵守5971项请求，并对6378项使用者資訊洩漏命令中的407项提出异议。 
虽然产品相关資料通常使用端到端加密或不予存储，但某些帳號資訊可以通过有效的法院命令传递给有关部门，例如客户端IP地址（如果启用了日誌记录）或恢復电子邮件地址。 

## 資料中心

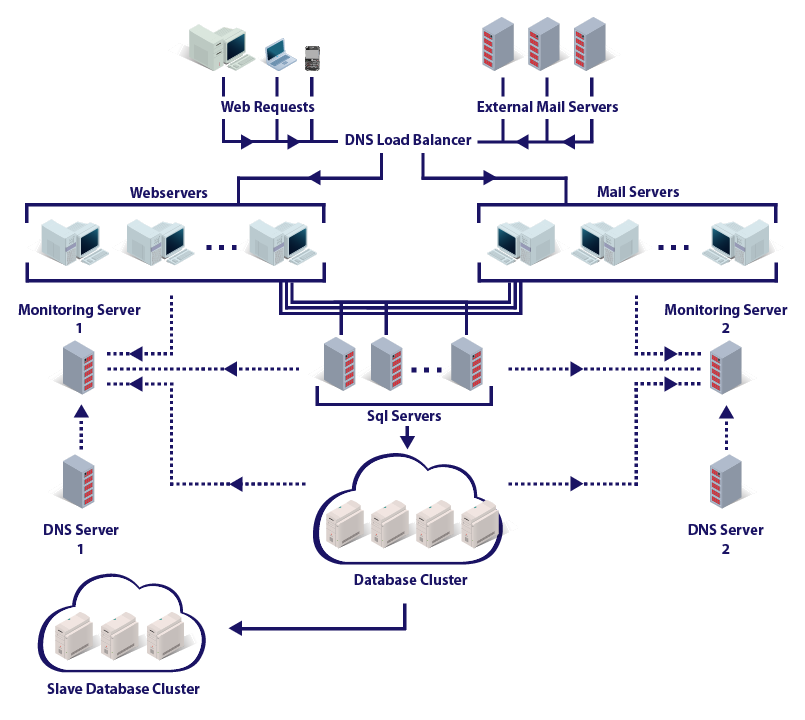
Proton Mail数据中心的架构

Proton Mail维护且拥有自己的服务器硬體和網路，避免使用第三方的網路。
它有兩個資料中心，一个位於洛桑，另一个位於阿廷豪森（位於1,000（3,300英尺）的花岗岩）作为後備。   
每個資料中心都使用跨Web、邮件和SQL服务器的负载平衡、冗余电源、具有全盘加密的硬盘，並且只使用Linux和其他开源軟體。 
2014年12月，Proton Mail加入了RIPE NCC，以便对周边網際網路基础设施进行更直接的控制。 
截至2024年12月，Proton在瑞士、德国和挪威皆有資料中心。 

## 公司結構
Proton总部位於瑞士日內瓦普朗莱瓦特。   

### 所有權
自2024年6月起，Proton AG的控股股東為非營利組織Proton基金會。 
2024年6月的Proton基金會董事會成員包括嚴育銓、Antonio Gambardella、Carissa Véliz、蒂姆·伯纳斯-李和Dingchao Lu。

### 資金
Proton AG最初通过众筹获得资金，现在则通过付费订阅获得资金。 
该公司部分资金来自FONGIT    （日內瓦技术创新基金会）和欧盟委员会 。
2021年3月，Proton确认Charles Rivers Ventures持有的股份已转让给FONGIT。 

### 收購
2022年4月8日，Proton收購了法國电子邮件别名新創公司SimpleLogin。  
Proton表示SimpleLogin将继续作为独立服务运行，并且SimpleLogin团队将继续添加新特性和功能。 
2024年4月12日，Proton收购了笔记应用Standard Notes。 

## 公共政策立場
Proton在2022年被視為《數位市場法案》的支持者。  2020年9月，Proton協助成立了应用公平联盟，旨在為其應用程式爭取更好的上架條件。 2022年，Proton支持了《美国创新与选择在线法案》。  2023年12月，Proton的創辦人公開誓言，寧願向澳洲電子安全委員會提起訴訟，也不願遵從削弱Proton Mail隱私功能的要求。
2025年1月，Proton捲入了爭議，因為其官方社群媒體帳號以及執行長個人帳號上發布了關於川普政府、民主黨與共和黨的立場和政策的言論，引起了不良反應。
2025年2月，針對蘋果公司應英国政府要求開設軟體後門而從iCloud中刪除高級資料保護加密功能一事，Proton發表聲明稱，該公司絕不會構建加密後門，也不會透過刪除端對端加密來打開「前門」。 2025年3月，該公司致函歐盟委員會，呼籲在歐洲公共部門採購中引入「購買歐洲產品」的要求。
2025年3月，瑞士政府考虑修改其监控法，以扩大监控和数据收集的新类型。 该修正案可能要求VPN服务、即时通讯应用程序和社交网络收集用户数据。Proton執行長嚴育銓表示，如果该法律通过，公司将撤出瑞士。  
2025年6月，Proton在美国联邦法院起诉苹果公司，指控其“非法控制iPhone应用程序分发，并向应用程序开发商收取过高的佣金”。  